# Roodsteelfluweelboleet
De roodsteelfluweelboleet (Xerocomellus chrysenteron) is een eetbare paddenstoel uit de familie Boletaceae. De soort wordt gekenmerkt door een relatief donkere hoed met rood vlees tussen de barsten op de hoed, en niet blauw verkleurend vlees. Hij is geassocieerd met naaldbomen en soms ook met beuk (Fagus sylvatica).

## Kenmerken

### Uiterlijke kenmerken
Hoed
De hoed heeft een diameter van 5 tot 7 cm en is licht gewelfd. Hij is roodachtig bruin met een olijfkleurige waas. De hoed is in een typisch patroon gebarsten, waardoor het lichtroze vlees zichtbaar wordt. Het oppervlak is fluwelig of viltig.
Steel
De steel heeft een hoogte van 6 tot 8 cm en een dikte van 1 cm. De steel heeft rode schilfers op een gelige achtergrond, vooral in het onderste gedeelte. Het wordt niet  blauw wanneer deze wordt gesneden of gekneusd.
Buisjes
De buisjes zijn bij jonge exemplaren geelachtig en worden later olijfgeel. Ze zijn wijd en zijn bevestigd aan de steel. specimens. specimens. Als er druk op wordt uitgeoefend, worden ze zelfs bij jonge exemplaren groenblauw.
Vlees
Onder de cuticula is het vlees roze. Verder is het geelachtig en in de steel roodachtig. Het vruchtvlees wordt bij het snijden nauwelijks blauw, soms vaag over de buisjes en in de punt van de steel. Met de leeftijd wordt het snel zacht.
Geur en smaak
De geur is onbeduidend en de smaak is zuur. 
Sporenprint
De sporenprint is olijfbruin. 

### Microscopische kenmerken
De sporen zijn glad, elliptisch, met een deukje boven de apiculus, met iets verdikte wand die bruin kleurt in water of ammonia. De sporenmaat is 9,0-13,5 × 4,0-6,5 µm met een Q-getal van 2,3-3,5 en Q-avg van 2,6-2,9. De hoedhuid is een trichoderm met geincrusteerd hyfen en de eindcellen van 20 μm.

## Ecologie
Het is een ectomycorrhizapartner van naald- en loofbomen (Den, Eik, Beuk) op matig voedselrijke, humeuze bodems. De verspreiding in Nederland is onduidelijk, want onder de noemer X. chrysenteron zijn er talrijke misidentificties. Waarschijnlijk is de echte Roodstelige fluweelboleet in Nederland zeldzaam, mogelijk beperkt tot dennenbossen. Wijd verbreid in naaldbossen in Europa, met voorkeur voor plekken met een mild klimaat, in ongestoorde habitats, zelden ook bij Beuk in montane gebieden.

## Verwarrende soorten
De meeste meldingen van de Roodstelige fluweelboleet gaan terug op de Blozende fluweelboleet (X. engelii) of de Blauwvlekkende fluweelboleet (X. cisalpinus), die meestal bij loofbomen groeien en beide duidelijk blauw verkleurend vlees bezitten. Ook bestaat er verwarring met de Purperbruine fluweelboleet (X. pruinatus), die echter een niet of zelden openbarstend hoedoppervlak heeft, en gelig vlees in de steel, dat meestal duidelijk blauw verkleurt.

## Foto's

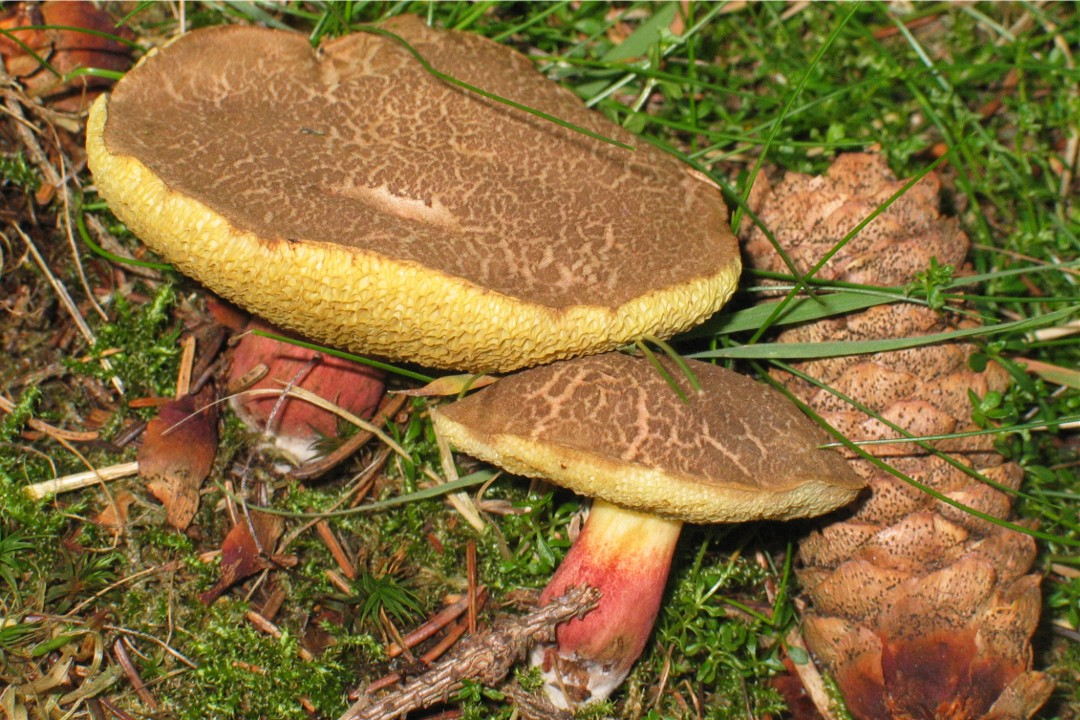
Schuinbovenaanzicht op typisch gebarsten hoedhuid
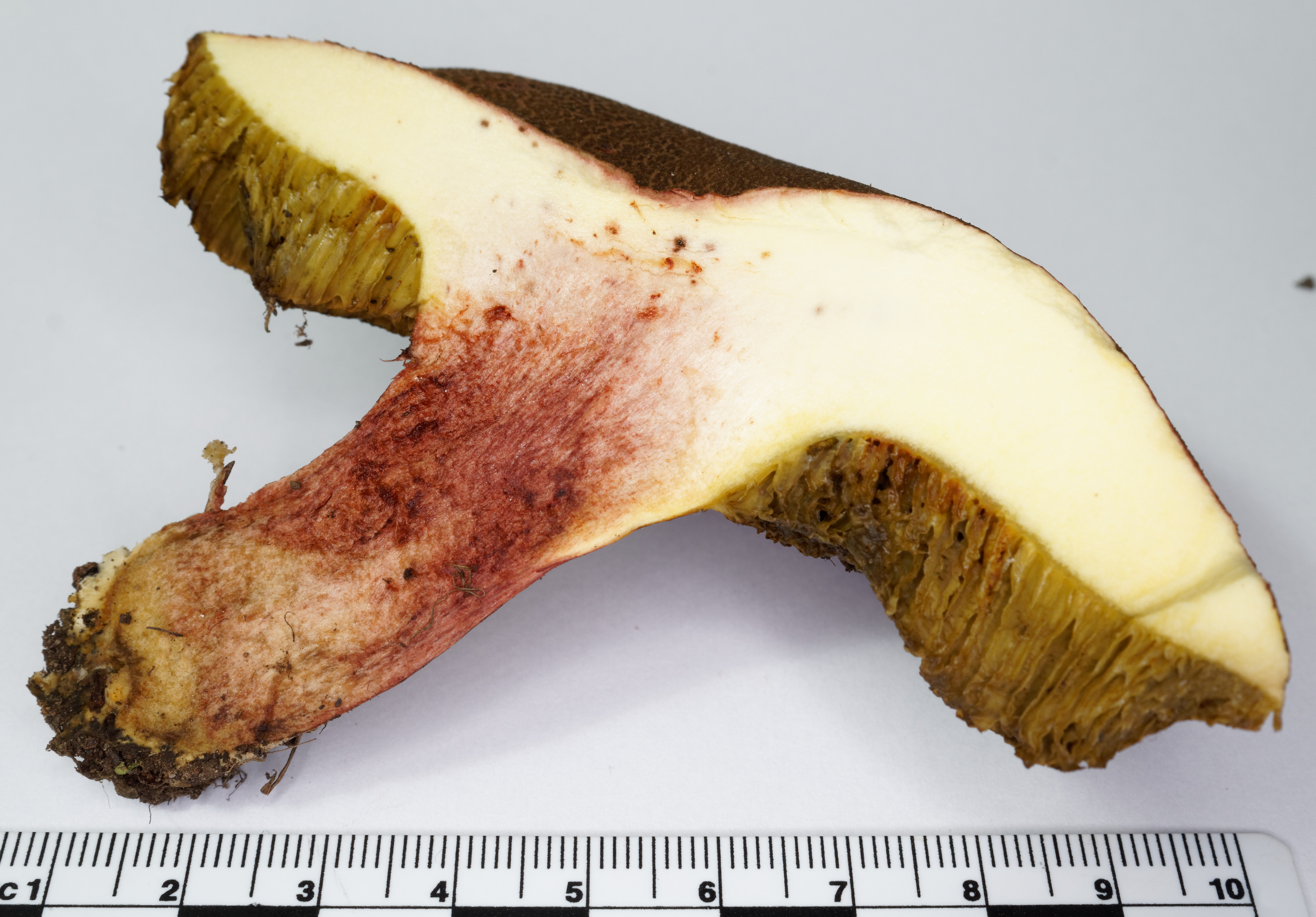
Doorsnede met roodoranje vlekjes
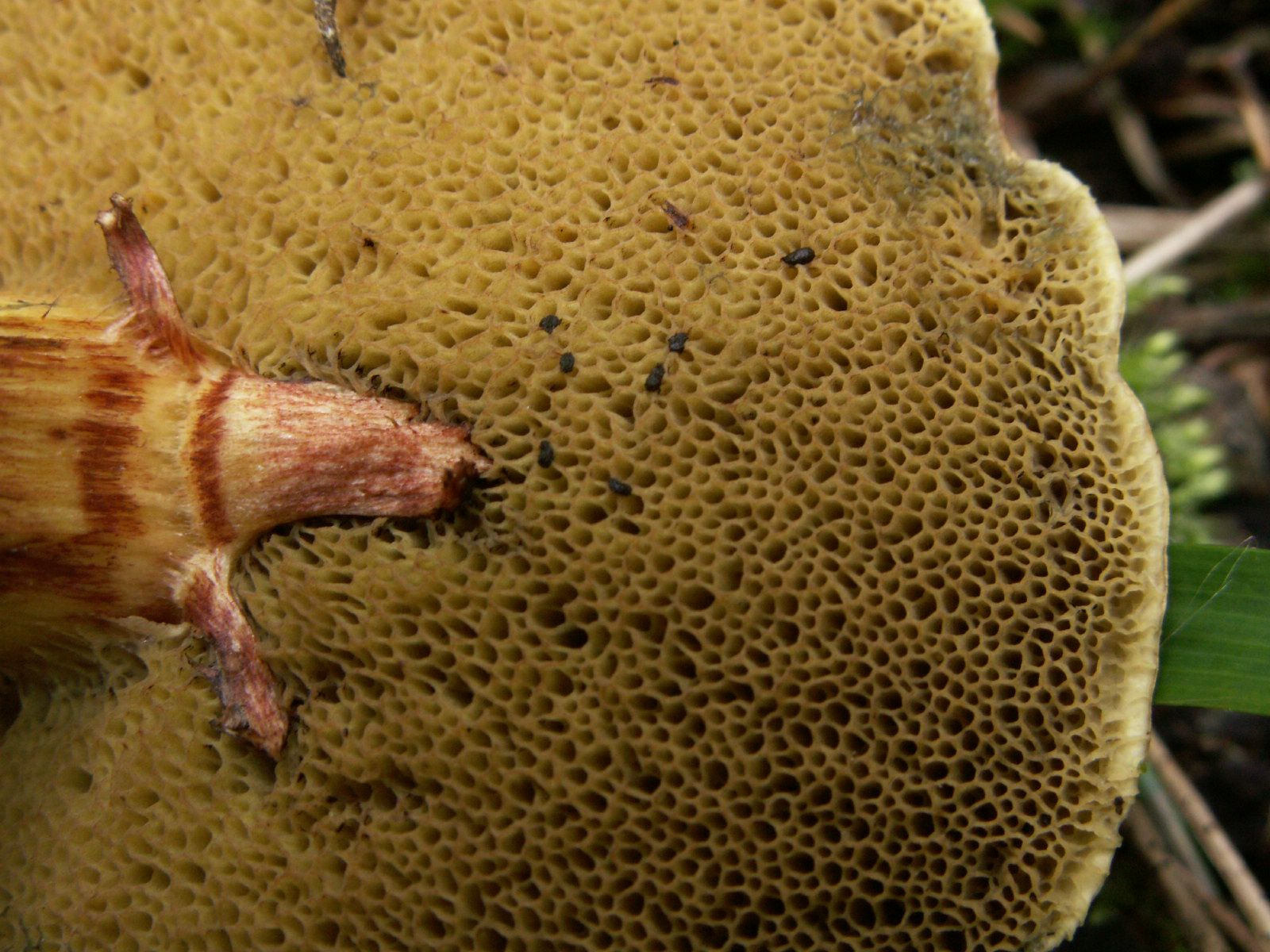
poriën
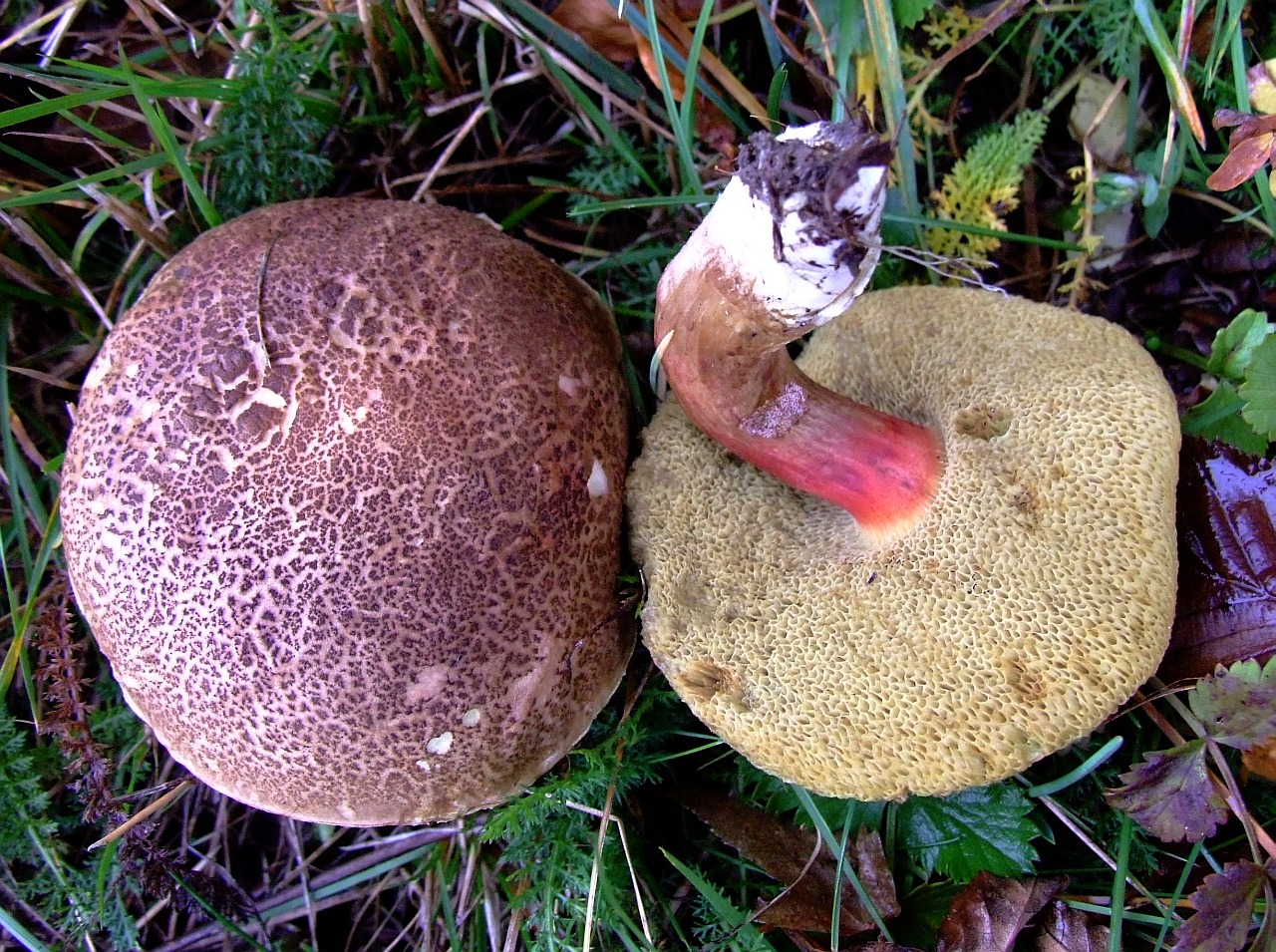
Alle kenmerken in een foto
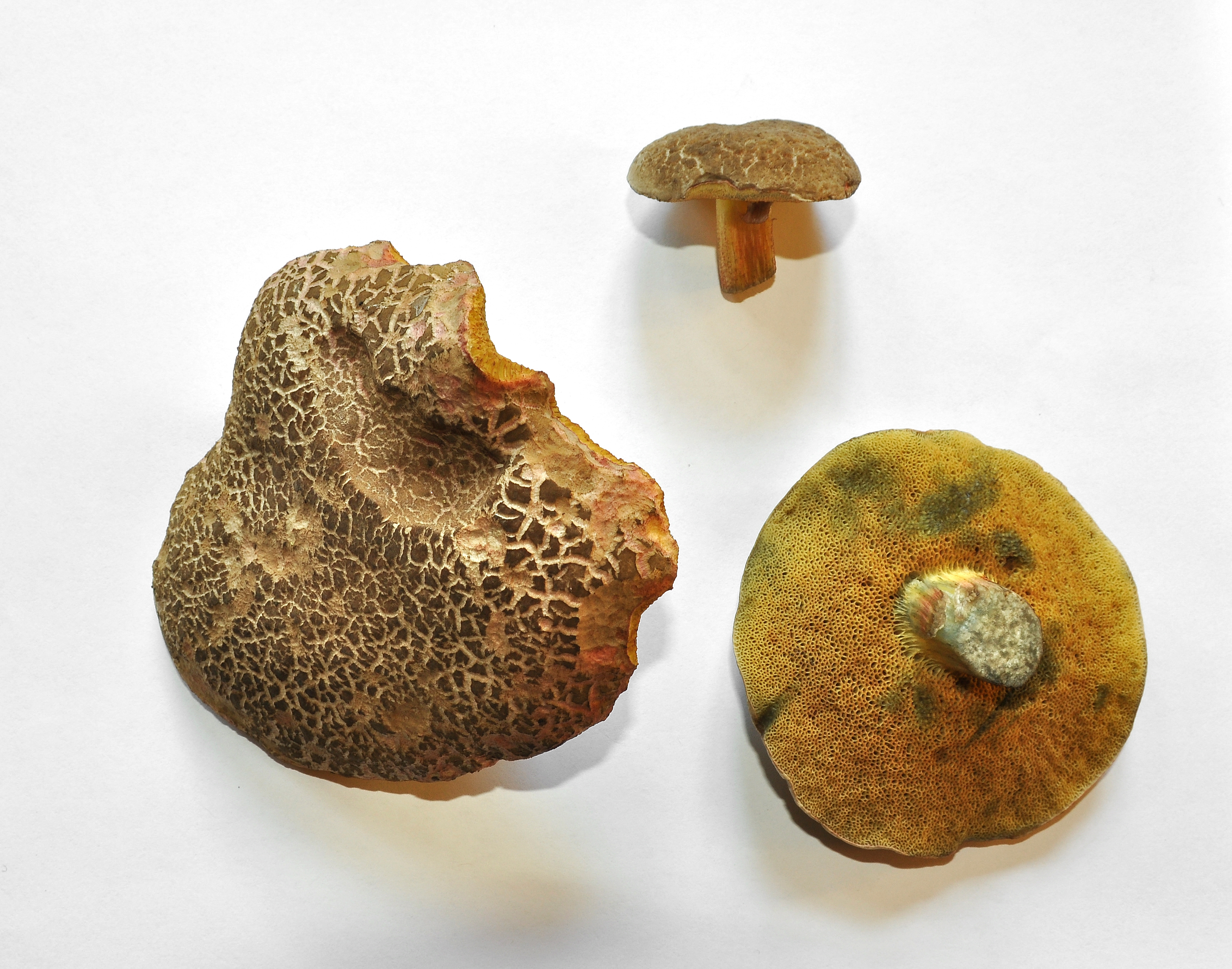
Exemplaar
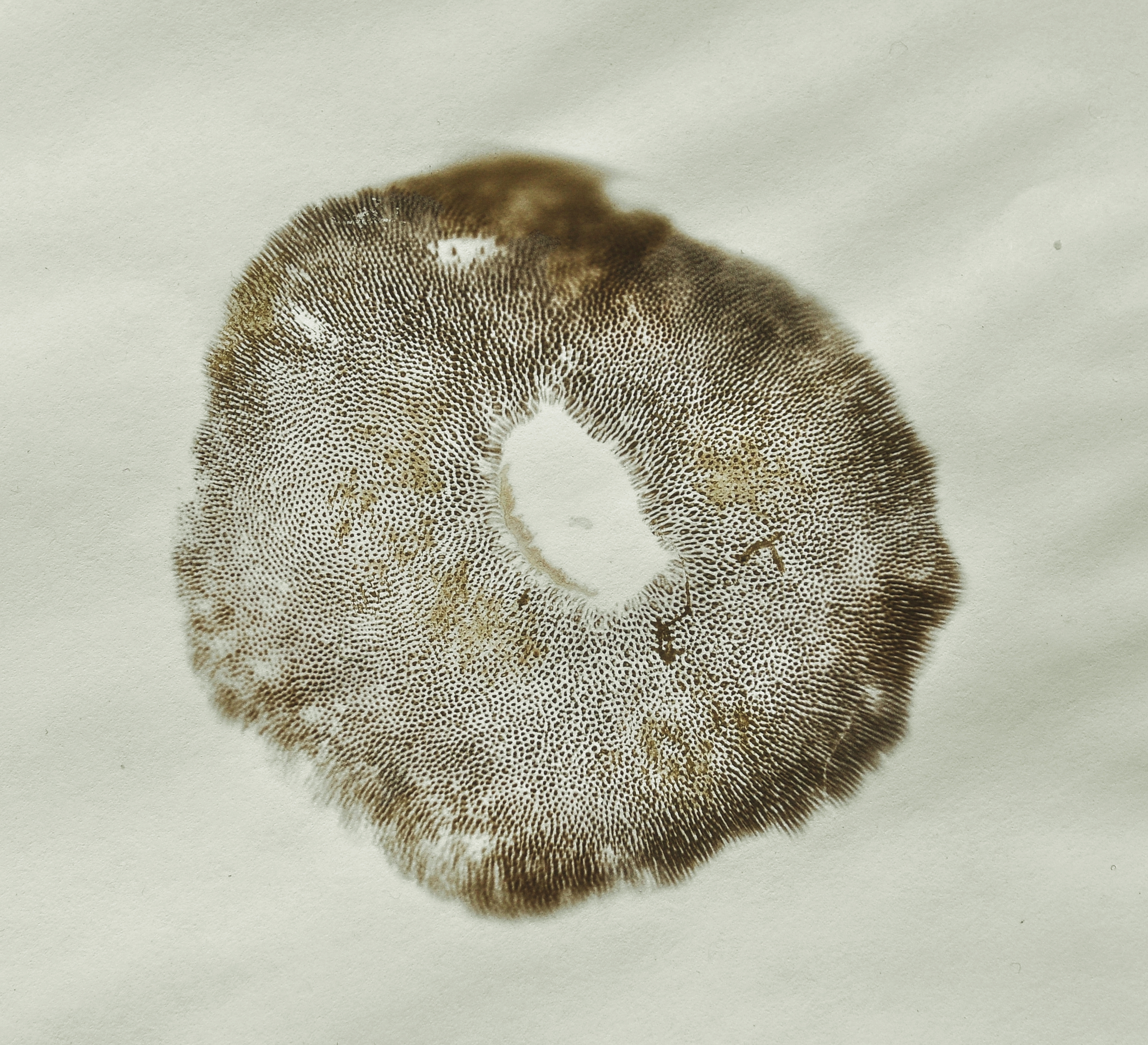
Sporenprint